# 維沃多韋
47°42′5″N 34°53′55″E / 47.70139°N 34.89861°E
維沃多韋（烏克蘭語：Виводове），是烏克蘭中部的村莊，隸屬第聶伯羅彼得羅夫斯克州的尼科波爾區。該村距離新巴甫利夫卡和斯特留基夫卡2.5公里，海拔高度107米，2001年人口584。